# Ruine Irenfritzdorf

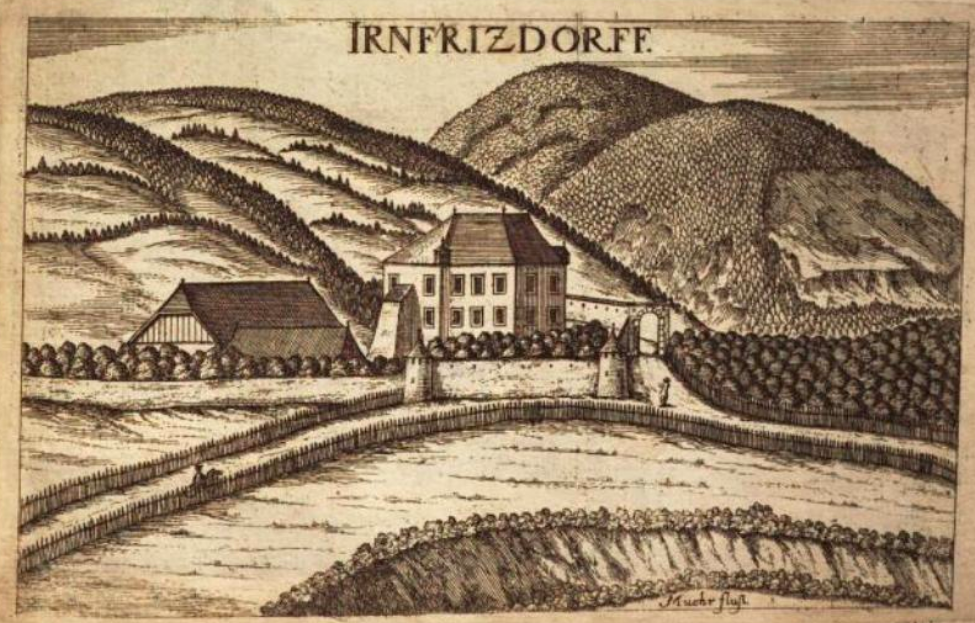
Schloss Irenfrizdorf von Georg Matthäus Vischer

Die Ruine Irenfritzdorf, auch Irnfrizdorf, Irenfritzhof, Iernfritzdorf, Irenfritsdorf Schloss oder Fritzhof, ist eine denkmalgeschützte (Listeneintrag) Ruine in St. Ruprecht-Falkendorf in der Steiermark (Österreich).

## Baubeschreibung

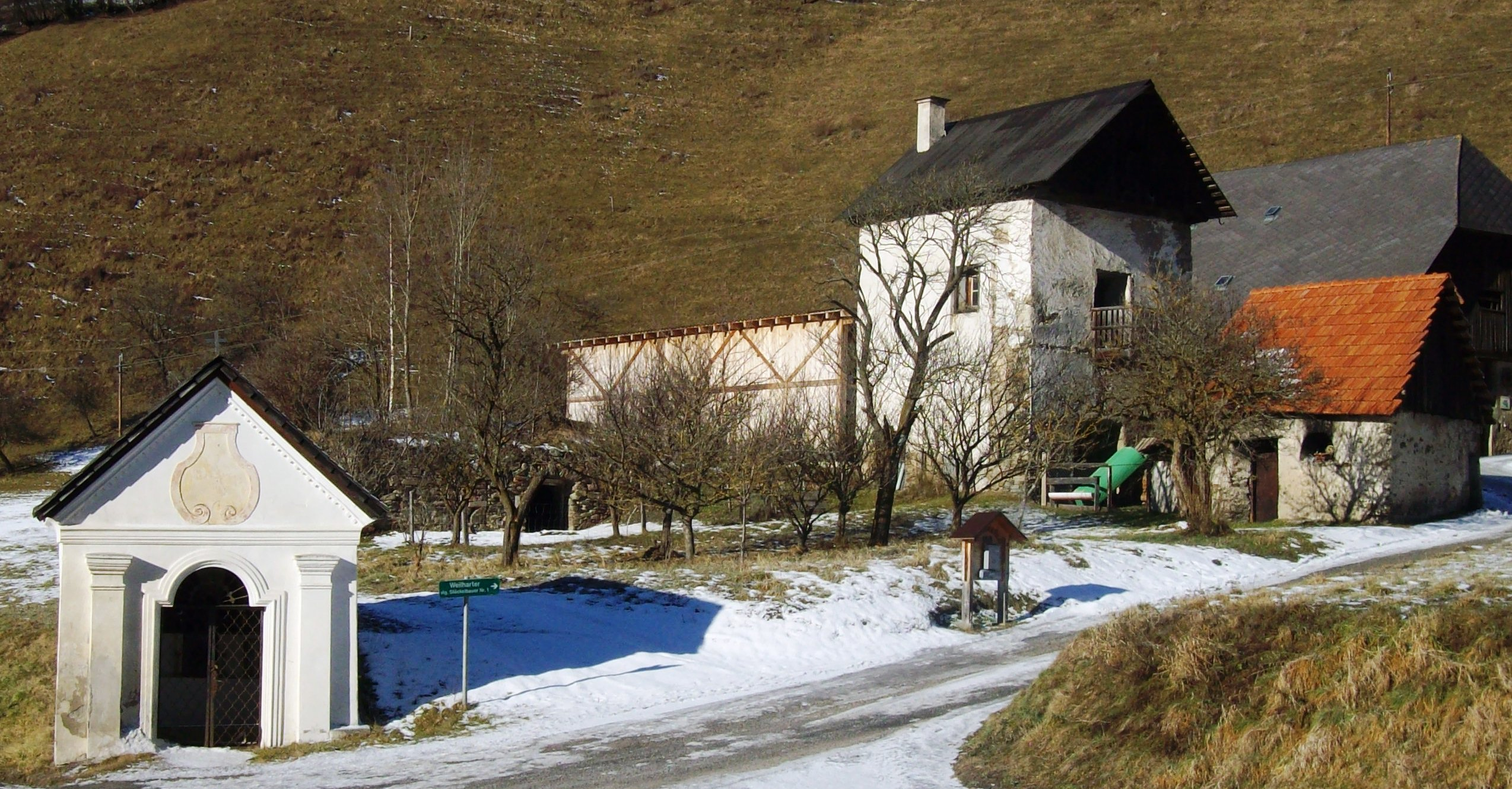
Situation 2012

Vom ehemals zweigeschoßigen Bau mit hohem Walmdach und Wehranlagen sind nur mehr der Keller, der Speicher und die Schmiede erhalten. Der dazugehörige Gutshof brannte im Jahr 1928 ab.

## Geschichte
Ab 1. September 1520 erhielten Georg von Keutschach den Zehent von Irenfrizdorf, welcher im Zuge der Übernahme des Zehentturms in Baierdorf von Andre Greysperger neuer Verweser wurde.
1580 wurde der Zehent von Georg Pichler durch den Gutsherrn Hans Egartner gepachtet.
Im Zuge von Straßenbauarbeiten wurde im Jahr 1996 ein unterirdisches Gewölbe von etwa 17 Meter Länge in Richtung Mur vorgefunden, jedoch wurde dieses wieder verschüttet. Die Baulichkeiten sind in das späte Mittelalter oder in die beginnende Neuzeit zu datieren. Bei dem Gewölbe handelt es sich möglicherweise um einen zur Murböschung führenden Zugang („Fluchtweg“).